# Schefflera dictyophlebia
Schefflera dictyophlebia är en araliaväxtart som beskrevs av David Gamman Frodin. Schefflera dictyophlebia ingår i släktet Schefflera och familjen araliaväxter. Inga underarter finns listade.